# Claygate
Claygate is een civil parish in het bestuurlijke gebied Elmbridge, in het Engelse graafschap Surrey met 7168 inwoners.